# Дельта Селенги
Де́льта Селенги́ — дельта, образованная рекой Селенгой при впадении её в озеро Байкал, на территории Республики Бурятия (Россия). Представляет собой заболоченную низменность в пределах Кударинской степи, возникшую в результате наносной деятельности реки. Это практически единственная крупная пресноводная дельта в мире и крупнейшая внутренняя дельта планеты.
Дельта Селенги характеризуется сложным гидрографическим рисунком и неравномерным распределением водного стока по секторам, обусловленными, в том числе, и причинами эрозионно-аккумулятивного, абразионно-аккумулятивного и сейсмо-тектонического характера. Она играет заметную роль в поддержании численности нескольких сотен видов птиц; является важнейшим объектом изучения Российской Академии наук.

## История развития
Примерный возраст дельты Селенги оценивается в 500 тысяч лет.
В 1862 году произошло Цаганское землетрясение магнитудой 7,5. Это землетрясение спровоцировало затопление крупного участка степи, опустившегося относительно уровня озера на несколько метров, и в результате — образование залива Провал.
Перекрытие реки Ангары при строительстве Иркутской ГЭС и наполнение Иркутского водохранилища в 1956 году привело к повышению уровня озера Байкал. В результате площадь дельты сократилась более чем вдвое: с 1120 км² до 520 км² — затем частично восстановилась до 680 км², в том числе в связи с падением уровня Байкала в начале XXI века.

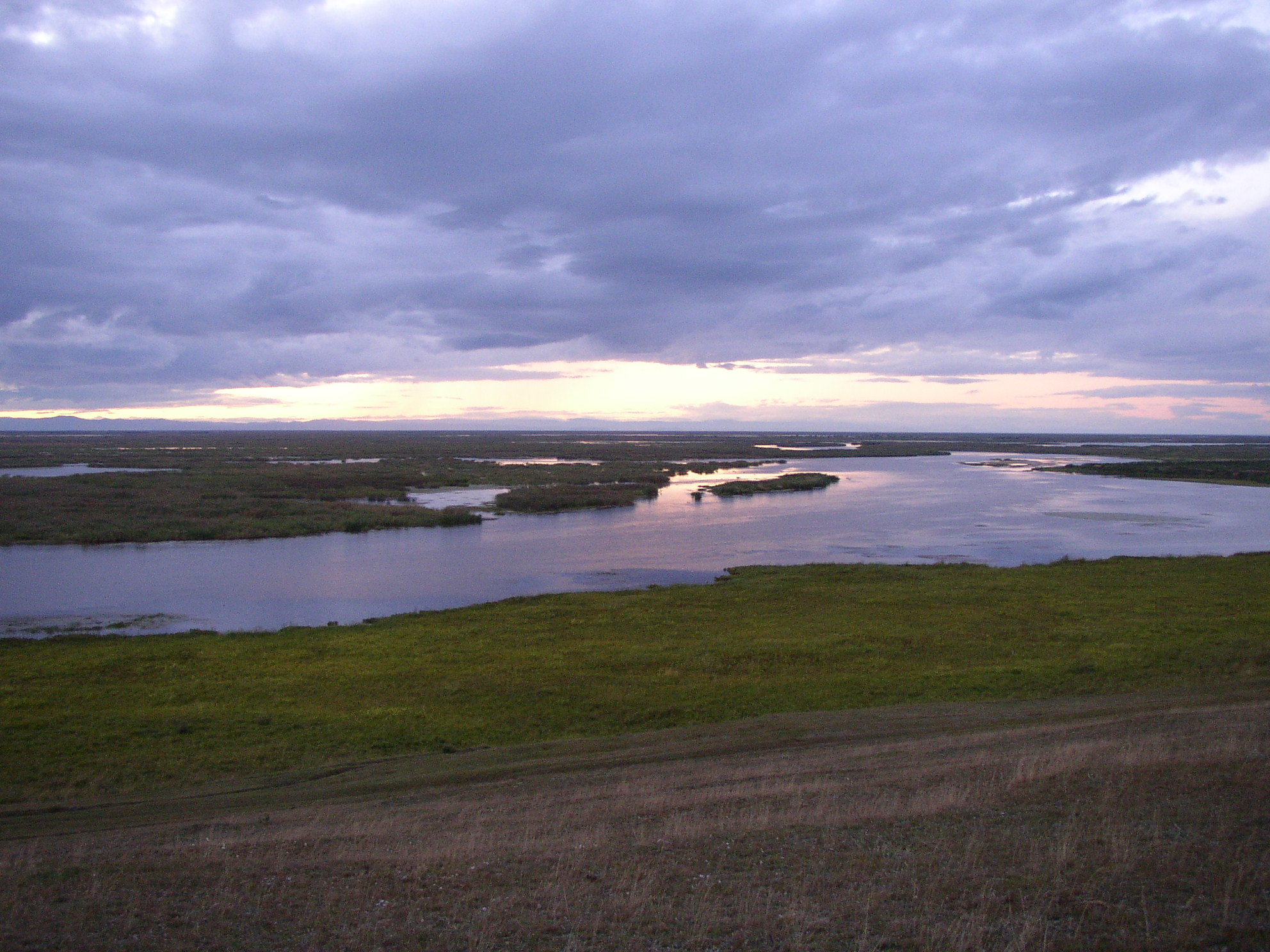
Низменный ландшафт дельты

## Гидрография
Дельта Селенги занимает Усть-Селенгинскую впадину Байкальской рифтовой зоны. При выдвижении в Байкал она сформировала залив Провал на северо-востоке и залив Сор-Черкалово на юго-западе. Первую карту дельты реки составил П. И. Годунов в 1667 году («Чертёж Земли Сибирской»).
Дельта многорукавна и веерообразна. Как и другие дельты, она постоянно меняет свои очертания. По состоянию на 2012 год главный узел бифуркации дельты располагался у села Малое Колесово. От открытых вод Байкала её отделяет группа песчаных островков, получивших название Длинная Карга. Многочисленные плавни и озёра дельты играют роль своеобразного природного фильтра, очищающего воду реки от промышленных стоков. Ежегодно Селенга приносит сюда в среднем 3 600 000 тонн взвесей в виде песка, гальки и ила. Территория дельты сейсмоопасна, поскольку расположена в пределах одного из активных участков Саяно-Байкальской сейсмической зоны: на этом участке наиболее вероятны землетрясения силой до 10 баллов.

### Секторы дельты
Дельта делится на три сектора: Селенгинский, Среднеустьевский и Лобановский (с запада на восток). Распределение воды в дельте неравномерно: на западный участок приходится 27—35 % стока, на средний 20—21 %, на восточный 45—52 %. Как следствие, наиболее активно дельта выдвигается в Байкал именно на восточном участке. Крупнейшие протоки: Левобережная с рукавами Шаманка и Харауз на западе; также Колпинная с рукавами Среднеустье, Манзар, Дологан и Лобановская на востоке. Морфология и динамика аллювиальных наносов в дельте реки являются важнейшим объектом изучения РАН, а также других институтов мирового значения.

#### Протоки дельты
Западный сектор (Селенгинский): Барыниха, Галутай, Глубокая, Копанец, Мосаиха, Сорокоустная, Старая Борзда, Старое Русло, Тёплая, Хаустик, Шаманка, Шумиха;
Средний сектор (Среднеустьевский): Адуновская, Казанова, Колпинная, Кривая, Правая Першиха, Сеннуха, Среднеустье, Тугарина, Хирельда, Холметей, Шустовская;
Восточный сектор (Лобановский): Бугутур, Димовская, Дологан, Епишкина, Костыли, Лобановская, Новый Перемой, Сахаркова, Северная, Сорма, Средний Перемой, Старая Морханиха, Телья, Харауз.

#### Озёра дельты
Бильчир, Грязное.

## Флора и фауна
Из растительности преобладают камыш, тростник и прочие водные и околоводные растения. Дельта представляет огромный интерес для орнитологов, так как здесь гнездится и/или останавливается большое количество водоплавающих птиц (298 видов), в основном перелётных, поскольку морозный период здесь длится с ноября по апрель.

## Охранные меры
В 1994 году Правительство России постановило включить дельту Селенги в список уникальных природных объектов. Ныне её территория входит в Центральную охранную зону Байкала, а также в Список Всемирного наследия ЮНЕСКО. В дельте расположен основанный в 1973 году Кабанский заказник (с 1985 года в юрисдикции Байкальского заповедника). Также в 1994 году центральный участок дельты был включён в перечень водно-болотных угодий международного значения, подпадающих под действие Рамсарской конвенции.